# 布桥
布桥，东汉前期封养羌首领。
汉章帝建初二年（77年），布桥与烧当羌迷吾联合率兵五万余人攻打陇西郡、汉阳郡诸地。在临洮攻打南部都尉，后被汉朝车骑将军马防、长水校尉耿恭击败，其他羌部全部降汉，布桥率领二万余人坚守望曲谷。次年春，布桥再次战败，于是率余部万余人归降。